# ぽんつく
ぽんつくは、福岡県北九州市小倉南区に本社を置くつる平が製造・販売している北九州の銘菓。

## 特徴
ふんわりと柔らかいスポンジにカスタードクリームを包んだお菓子。ぽんつくには、通常のカスタードクリームの他にイチゴ・チョコ・抹茶の計4種類ある。他には、季節限定のぽんつく（マンゴー味、モモ味など）も発売される。

## パッケージ
箱やパッケージに下記のような北九州弁が書かれている。
あんたっち、ほんとに「PONTSUKU」なひとやねぇ。そんなこっちゃ世の中うまくわたれんちゃね。やけどまぁ、なかなか憎めんとよ、人には好かれるやろうね。まぁ可愛がってもらったらえぇっちゃ。
最近は新キャラクター「ぽんつく侍」も登場している。ぽんつく侍もやはり「ちょっと抜けているが愛嬌たっぷりな小倉の街の人気者」という設定である。ちなみに、「ぽんつく」とは北九州の方言で「間抜けな所があるが、愛嬌があって憎めない人」を指す言葉である。

## 取扱店
北九州の銘菓として、つる平各店やJR小倉駅・北九州空港などの施設やデパート、観光地の土産物店などで販売されている。